# Grunnevadssjön
Grunnevadssjön är en sjö i Tidaholms kommun i Västergötland och ingår i Göta älvs huvudavrinningsområde. Sjöns area är 0,05 kvadratkilometer och den är belägen 176,2 meter över havet.